# Tredje sjöstridsflottiljen

.

.

Tredje sjöstridsflottiljen (3. sjöstridsflj) eller 3. sjöstridsflottiljen är en sjöstridsflottilj inom svenska marinen som verkat i olika former sedan 1983. Förbandsledningen är förlagd i Karlskrona örlogsbas i Karlskrona garnison i Karlskrona.

## Historik
Flottiljen bildades den 1 januari 1983 som Fjärde ytattackflottiljen (4. ysflj) av delar från tidigare Första jagarflottiljen och Första patrullbåtsflottiljen. Vid denna tidpunkt fanns det två ytattackflottiljer i fredsorganisationen, samt tre ytattackflottiljer krigsorganisationen. Med det kom 48. patrullbåtsdivisionen i Göteborg att underställas 4. ytattackflottiljen. Den 1 juli 1994 bytte 48. patrullbåtsdivisionen namn till 18. patrullbåtsdivisionen. Dock kom denna division att upplösas den 1 juni 2001.
Den 1 juli 1994 bytte flottiljen bytte namn till Tredje ytattackflottiljen, och övertog då krigsförbandets numrering även i grundorganisationen. Detta genom att samtliga förband och enheter inom Försvarsmakten kaderorganiserade, och fick en fast organisation. Flottiljen ingick i en tidigare organisation av den svenska flottan där de olika flottiljerna var indelade efter uppgifterna ytstrid, ubåtstjänst och minkrig. 
Inför regeringens förslag till statsbudget för 1998, föreslogs ett antal förändringar för marinen. Vilket bland annat innebar att sex robotbåtar senast 2001 skulle utgå ur organisationen. En organisation som skulle bestå av två ytstridsflottiljer med sex kustkorvetter, sex robotbåtar och 12 patrullbåtar, tre minkrigsavdelningar med bl.a. sju minjaktsfartyg typ Landsort och två minfartyg, samt en ubåtsavdelning med nio ubåtar, varav två i materielberedskap. Med omorganisationen antog Tredje ytattackflottiljen den 1 januari 1998 namnet Tredje ytstridsflottiljen.
Inför försvarsbeslutet 2004 pågick ett utvecklingsarbete inom Försvarsmakten gällande sjöstridskrafternas framtida flottiljorganisation. Där minkrigs- och ytstridsflottiljerna skulle anta en nya flottiljorganisation, sjöstridsflottiljer. Varje flottilj skulle inneha alla de funktioner som svenska örlogsfartyg, förutom ubåtar, samt hantera ytstrid, ubåtsjakt och minkrig. I regeringens förslag till riksdagen ansåg regeringen att tyngdpunkten för marinens verksamheten borde finnas i Karlskrona i sydöstra Sverige. Det byggde på en större omorganiseringar av marinen, vilket i sig resulterade en större reduktion av marinens insatsorganisation. På ostkusten fanns inför försvarsbeslutet en marinbas med tre flottiljer. Regeringens förslag till riksdagen byggde på att Ostkustens marinbas och Andra ytstridsflottiljen skulle utgå ur freds- och insatsorganisationen, samt att förbandsledningen för Första ubåtsflottiljen skulle omlokaliseras till Karlskrona. Fördelningen av fartyg ingående i de nya sjöstridsflottiljerna överlät regeringen till Försvarsmakten att besluta om. Den 31 december 2004 avvecklades Andra ytstridsflottiljen, från och med 1 januari 2005 övergick ytstridsflottiljen till en avvecklingsorganisation fram till dess att avvecklingen skulle vara slutförd senast den 30 juni 2006.
I den nya organisationen skulle Andra ytstridsflottiljens fartyg fördelades mellan Tredje sjöstridsflottiljen och Fjärde sjöstridsflottiljen. Under grundutbildningen 2005 kom dock samtliga fartyg från Andra ytstridsflottiljen att lyda under chefen för Fjärde sjöstridsflottiljen. Vid en ceremoni den 11 januari 2005, halades flottiljens flagga på Berga. Detta skedde i och med att avgående chefen för Andra ytstridsflottiljen lämnade över fartyg och besättningar till och chefen för Fjärde sjöstridsflottiljen. Kvar blev Andra ytstridsflottiljens avvecklingsorganisation som verkade med att administrera avvecklingen av staben för Andra ytstridsflottiljen, vilken enligt riksdagsbeslutet skulle upplösas senast den 30 juni 2006.
Den 11 januari 2005 hölls en överlämningsceremoni, där Andra ytstridsflottiljen halade sin flagga på Berga, samt överlämnade 20. kustkorvettsdivisionen med dess fartyg och besättningar till chefen för Fjärde sjöstridsflottiljen. Den 12 januari 2005 övertog 4. sjöstridsflottiljen officiellt befälet över 20. kustkorvettsdivisionen. Med befälet över divisionen tillkom fartygen HMS Göteborg, HMS Gävle, HMS Kalmar, HMS Sundsvall samt stödfartyget HMS Visborg. Dessa fartyg med besättning fanns kvar i Berga/Muskö i syfte för att genomföra grundutbildningsomgång 2005. Därefter skulle två av Fjärde sjöstridsflottiljens korvetter överföras till Tredje sjöstridsflottiljen.
I början av september 2005 hölls en överlämningsceremoni i Karlskrona, där 41. korvettdivisionen överlämnade korvetten HMS Kalmar till 31. korvettdivisionen. HMS Kalmar var den sista korvetten som överfördes från Fjärde sjöstridsflottiljen, och som enligt försvarsbeslutet skulle överföras från avvecklade Andra ytstridsflottiljen till Tredje sjöstridsflottiljen. Tidigare hade  HMS Göteborg, HMS Malmö och HMS Stockholm tillförts, även om  HMS Göteborg kom under en tid att vara utlånad till 41. korvettdivisionen.

## Verksamhet
Flottiljen ingick i en tidigare organisation av den svenska flottan där de olika flottiljerna var indelade efter uppgifterna ytstrid, ubåtstjänst och minkrig. Genom försvarsbeslutet 2004 upphörde denna organisation den 31 december 2004 och istället infördes sjöstridsflottiljerna, där varje flottilj innehar alla de funktioner som svenska örlogsfartyg, förutom ubåtar, hanterar: ytstrid, ubåtsjakt och minkrig. Vidare beslutades att den nya organisationen endast skulle innehålla två sjöstridsflottiljer. Där bland annat Tredje ytstridsflottiljen kom att omorganiseras den 1 september 2005 till Tredje sjöstridsflottiljen.

### Nationell verksamhet
Verksamheten bedrivs så att förmågan att behärska väpnad strid till sjöss vidmakthålls och utvecklas bland annat genom utbildning och övning av officerare och sjömän samt genom skarpa insatser i form av min- och ammunitionsröjning eller verksamhet som värnar svensk integritet. Detta sker i såväl nationella som internationella övningar och insatser till sjöss, bland annat inom ramen för Partnerskap för fred (PFF). En stor del av verksamhetsåret består av skarpa insatser då en stor del minor och ammunitionseffekter omhändertas eller då korvetterna med sina spaningssystem används för att hävda det svenska territoriet. Röjdykarna, med sin exceptionella förmåga att röja minor och ammunition i vattenvolymen såväl som på land utgör ryggraden i svensk ammunitionsröjningskapacitet.
Minröjningsfartygen och röjdykarna innehar en förmåga som är en bristvara både nationellt och internationellt. Det är förmågan att söka, lokalisera, positionera, identifiera, oskadliggöra eller bärga föremål (som till exempel sjöminor och oexploderad ammunition) under vattnet. Röjdykarnas EOD-grupper (Explosive Ordnance Disposal) har dessutom förmåga att ytterligare förstärka dessa förmågor och dessutom verka både på land och till sjöss, i det senare fallet både på ytan och i vattnet. Korvetterna har god förmåga att genomföra väpnad strid till sjöss på, över och under vattenytan. Deras goda förmåga att verka kustnära och i skärgård har blivit allt mer efterfrågad även internationellt. Korvetterna kan övervaka stora havsytor och luftrum samt har stor slagkraft om så skulle behövas. Lag- och ledningsfartyget har förmåga att stödja flottiljens fartyg samt kunna vara den plattform där förbandschefen leder förbandets operativa verksamhet till sjöss. Även övriga fartyg i Marinen samt civila enheter kan härifrån understödjas vid exempelvis sjöräddnings- eller miljöinsatser.
Tredje sjöstridsflottiljen har med ovanstående förbandsinnehåll förmåga till kontroll av havsområde, sjövägar och sjöfart, att göra insatser mot yt- luft- och undervattensmål samt att röja minor i hamnområden, kustnära farvatten och på öppet hav. Med detta som grund kan flottiljen insättas i nationell och internationell krishantering, som försvar mot väpnat angrepp och för att rädda liv och materiel till sjöss.

### Internationell verksamhet
Tredje sjöstridsflottiljen har under de senaste åren utbildat och satt upp förband som deltagit i den EU-ledda operationen Atalanta i syfte att skydda sjötrafik mot  piratangrepp utanför Somalias kust. År 2009 deltog HMS Stockholm, HMS Malmö och HMS Trossö som förbandet ME01 (Marinens insats i EUNAVFOR 01). År 2010 skickades HMS Carlskrona under benämningen ME02. Under 2013 deltog HMS Carlskrona en andra gång under benämningen ME03.

## Ingående enheter
När ytstridsflottiljen ombildades den 1 september 2005 till sjöstridsflottilj upplöstes den 31 augusti 2005 de två divisionerna 34. robotbåtsdivisionen och 36. patrullbåtsdivisionen. Därmed var en epok inom det lätta svenska ytattackvapnet till ända. Den nya organisationen började gälla den 1 september 2005, där Andra ytstridsflottiljen kom att fördelas mellan Tredje ytstridsflottiljen och minkrigsförbandet Fjärde minkrigsflottiljen. Organisationen skapades för att möjliggöra sjökrigföring inom ytstrid, luftförsvar, ubåtsjakt samt minröjning. Flottiljen är indelad i två stridande divisioner 31. korvettdivisionen (31. kvdiv) och 33. minröjningsdivisionen (33. mröjdiv) och stöddivisionen 34. underhållsdivisionen (34. uhdiv).

### 2000–2005
Flottiljen bestod av följande enheter.
- 31. korvettdivisionen: HMS Stockholm (K11),  HMS Malmö (K12)
- 34. robotbåtsdivisionen: Bestod av fyra robotbåtar i Ystadsklassen: HMS Norrköping (R131), HMS Nynäshamn (R132), HMS Piteå (R138), HMS Ystad (R142)
- 36. patrullbåtsdivisionen: Bestod av fyra patrullbåtar i Kaparenklassen: HMS Kaparen (P159), HMS Spejaren (P162), HMS Tordön (P165), HMS Tirfing (P166)
- Provturskommando Visby: Utvecklingkommando för Visbyklassen

### 2005–2008
- Flottiljstaben
  - 31. korvettdivisionen: HMS Stockholm (K11), HMS Malmö (K12), HMS Göteborg (K21), HMS Gävle (K22), HMS Kalmar (K23), HMS Sundsvall (K24).
  - 33. minröjningsdivisionen: HMS Vinga (M75), HMS Ulvön (M77), HMS Sturkö (M14)
  - 34. underhållsdivisionen: HMS Carlskrona (M04)

### 2009–2016
- Flottiljstaben
  - 31. korvettdivisionen: HMS Stockholm (K11), HMS Malmö (K12), HMS Härnösand (K33), HMS Nyköping (K34), HMS Karlstad (K35).
  - 33. minröjningsdivisionen: HMS Vinga (M75), HMS Ulvön (M77), HMS Sturkö (M14)
  - 34. underhållsdivisionen: HMS Carlskrona (P04)

### 2017–
- Flottiljstaben
  - 31. korvettdivisionen: HMS Stockholm (P11), HMS Malmö (P12), HMS Härnösand (K33), HMS Nyköping (K34), HMS Karlstad (K35), tre spaningsbåtar typ 82 Djärv
  - 33. minröjningsdivisionen: HMS Vinga (M75), HMS Ulvön (M77), HMS Sturkö (M14)
  - 34. underhållsdivisionen: HMS Carlskrona (P04)

## Heraldik och traditioner
När Tredje ytattackflottiljen bildades den 1 juli 1994, antog förbandet ett nytt heraldiskt vapen, "Rött fält, ginbalksvis styckat av en nedåtgående blixt av silver; det övre fältet belagt med ett spänt armborst, det nedre med två stolpvis ställda öppna motstående trianglar, allt av guld. Skölden krönt av en kunglig krona". När sedan flottiljen omorganiserades till en sjöstridsflottilj antogs ett nytt heraldiskt vapen, "Rött fält, belagt med ett ankare med tross, allt av guld. Skölden krönt av en kunglig krona". Den 30 april 1996 tilldelades flottiljen en svensk tretungad flagga av ÖB Owe Wiktorin, vilken överlämnades på Artillerigården i Stockholm. År 2005 antogs "Fladdrande fanor" (Widqvist) som förbandsmarsch, vilken ärvdes från Andra ytstridsflottiljen. År 2011 instiftades Tredje sjöstridsflottiljens förtjänstmedalj i guld och silver och i förkortning som 3sjöstrifljGM/SM.

## Förbandschefer
- 1983–1984: Kommendör Lennart Grenstad
- 1984–1985: Kommendör Lars Thomasson
- 1985–1988: Kommendör Frank Rosenius
- 1988–1989: Kommendör Torsten Lindh
- 1990–1993: Kommendör Sölve Larsby
- 1994–1997: Kommendör Magnus Waldenström
- 1997–1999: Kommendör Tommy Åsman
- 1999–2001: Kommendör Jörgen Ericsson
- 2001–2002: Kommendör Leif Nylander
- 2003–2005: Kommendör Anders Grenstad
- 2005–2008: Kommendör Erik Andersson [15]
- 2008–2011: Kommendör Anders Olovsson [15]
- 2012–2015: Kommendör Magnus Jönsson [16]
- 2016–2018: Kommendör Bengt Lundgren [d]
- 2018–2021: Kommendör Per Edling [e]
- 2021–2023: Kommendör Jenny Ström [f]
- 2023–20xx: Kommendör Bernt Andersson [g]

## Namn, beteckning och förläggningsort
| 4. ytattackflottiljen  | 1983-01-01 | – | 1994-06-30 |
| 3. ytattackflottiljen  | 1994-07-01 | – | 1997-12-31 |
| 3. ytstridsflottiljen  | 1998-01-01 | – | 2005-08-31 |
| 3. sjöstridsflottiljen | 2005-09-01 | – |            |

| 4. yaflj        | 1983-01-01 | – | 1994-06-30 |
| 3. yaflj        | 1994-07-01 | – | 1997-12-31 |
| 3. ysflj        | 1998-01-01 | – | 2005-08-31 |
| 3. sjöstridsflj | 2005-09-01 | – |            |

| Karlskrona garnison/Karlskrona örlogsbas (F) | 1983-01-01 | – |  |

## Galleri

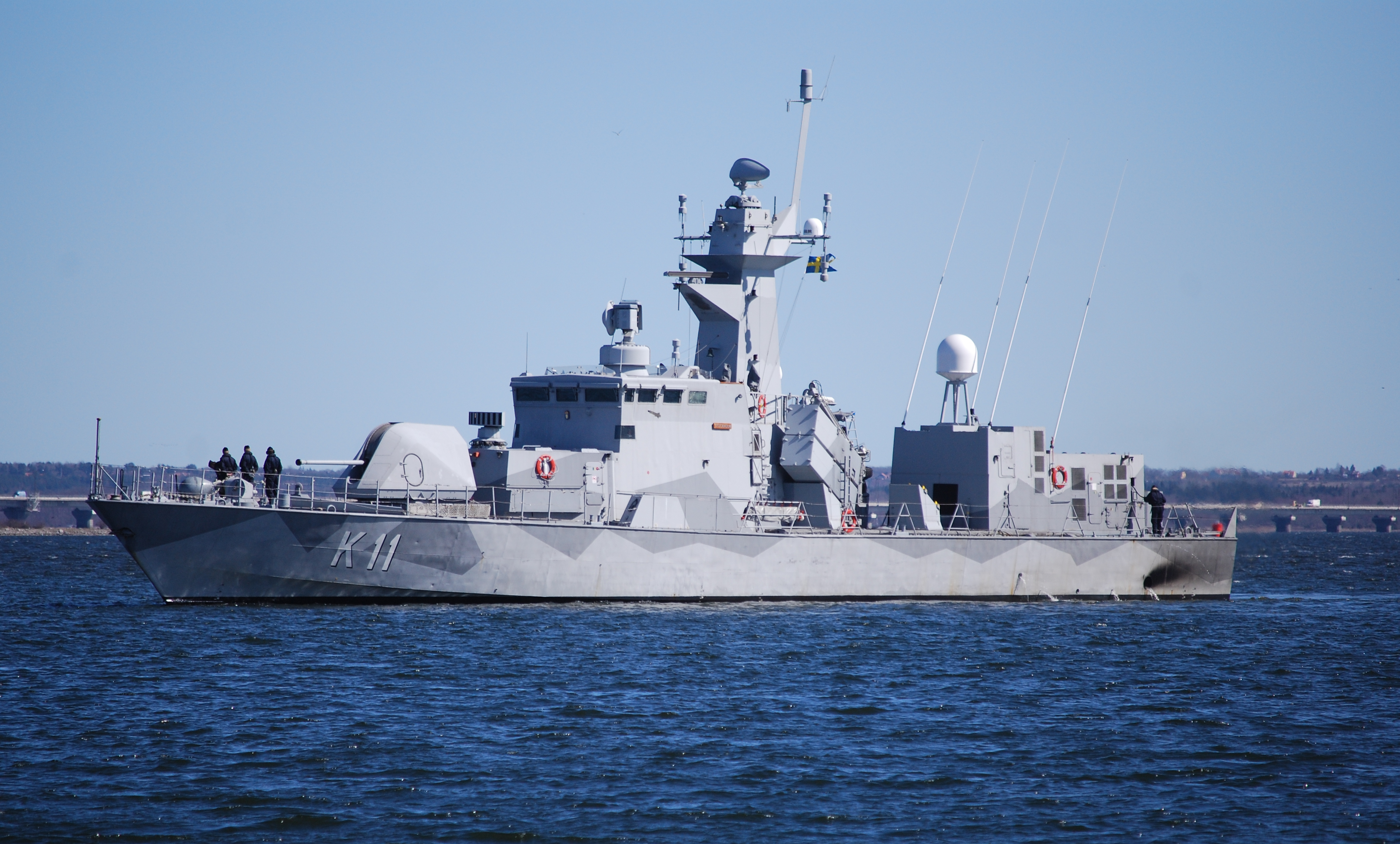
HMS Stockholm (K11) på besök i Kalmar våren 2010.
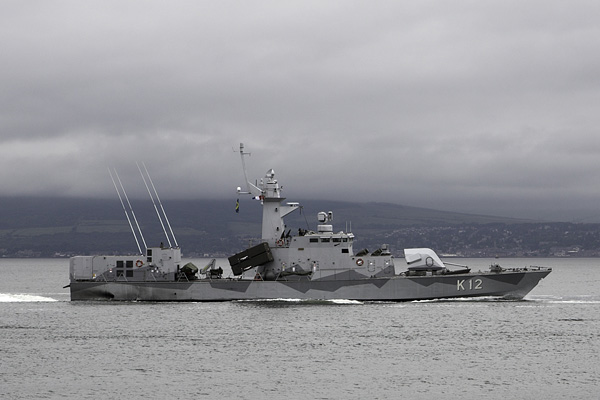
HMS Malmö (K12) på floden Clyde i Skottland sommaren 2006.
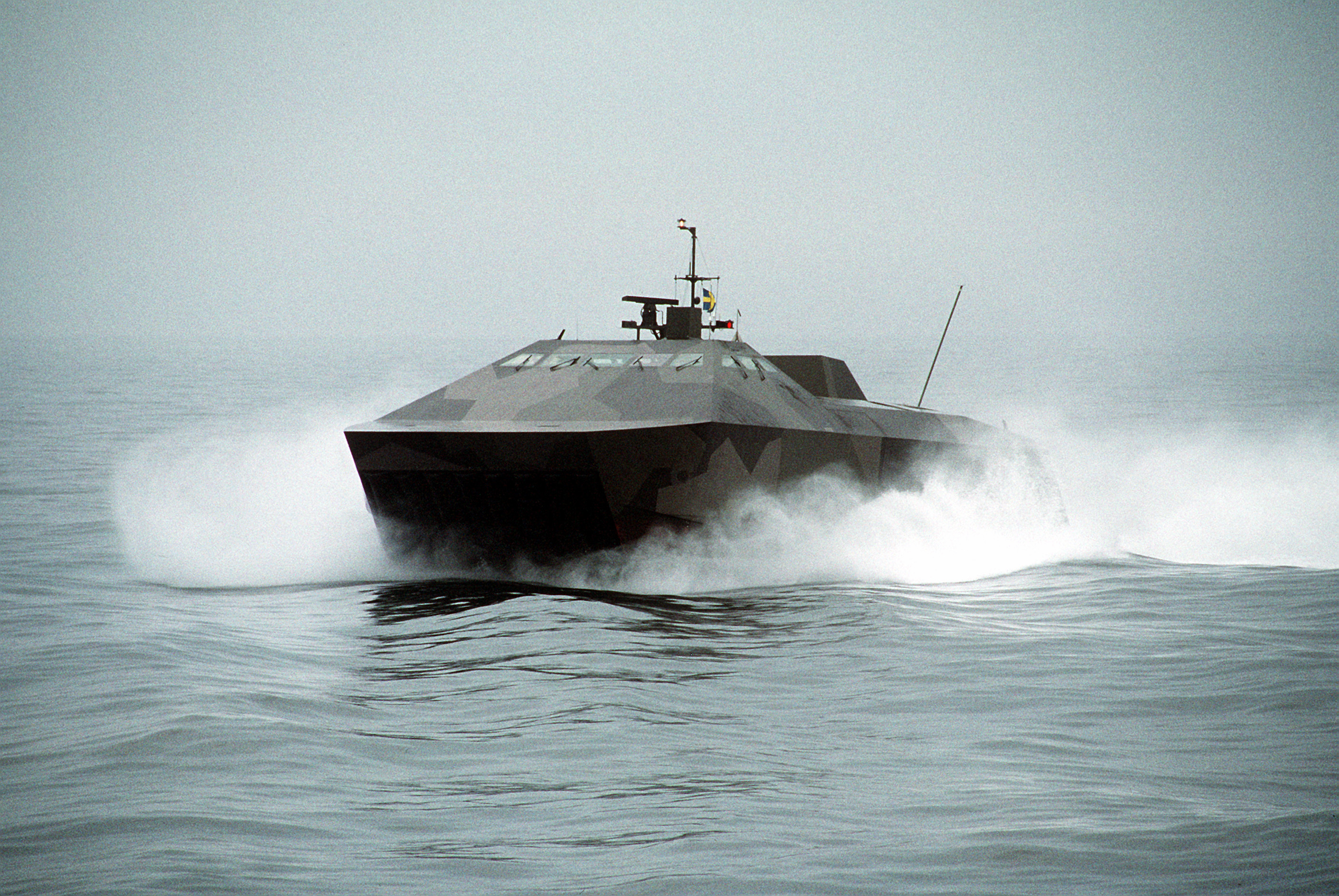
HMS Smyge vid flottiljens före detta provturskommando.
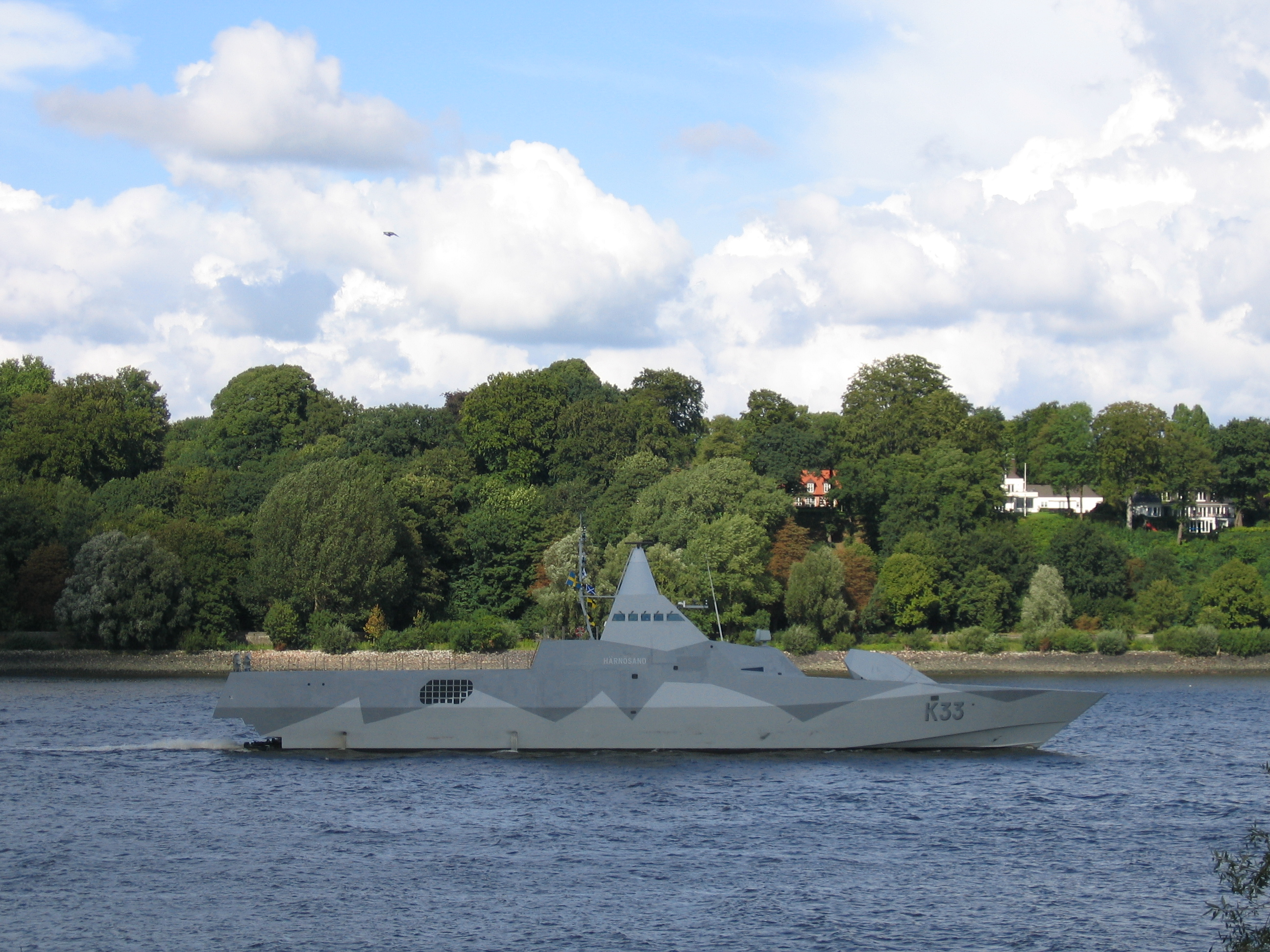
HMS Härnösand (K33) i på besök i Hamburg sommaren 2006.
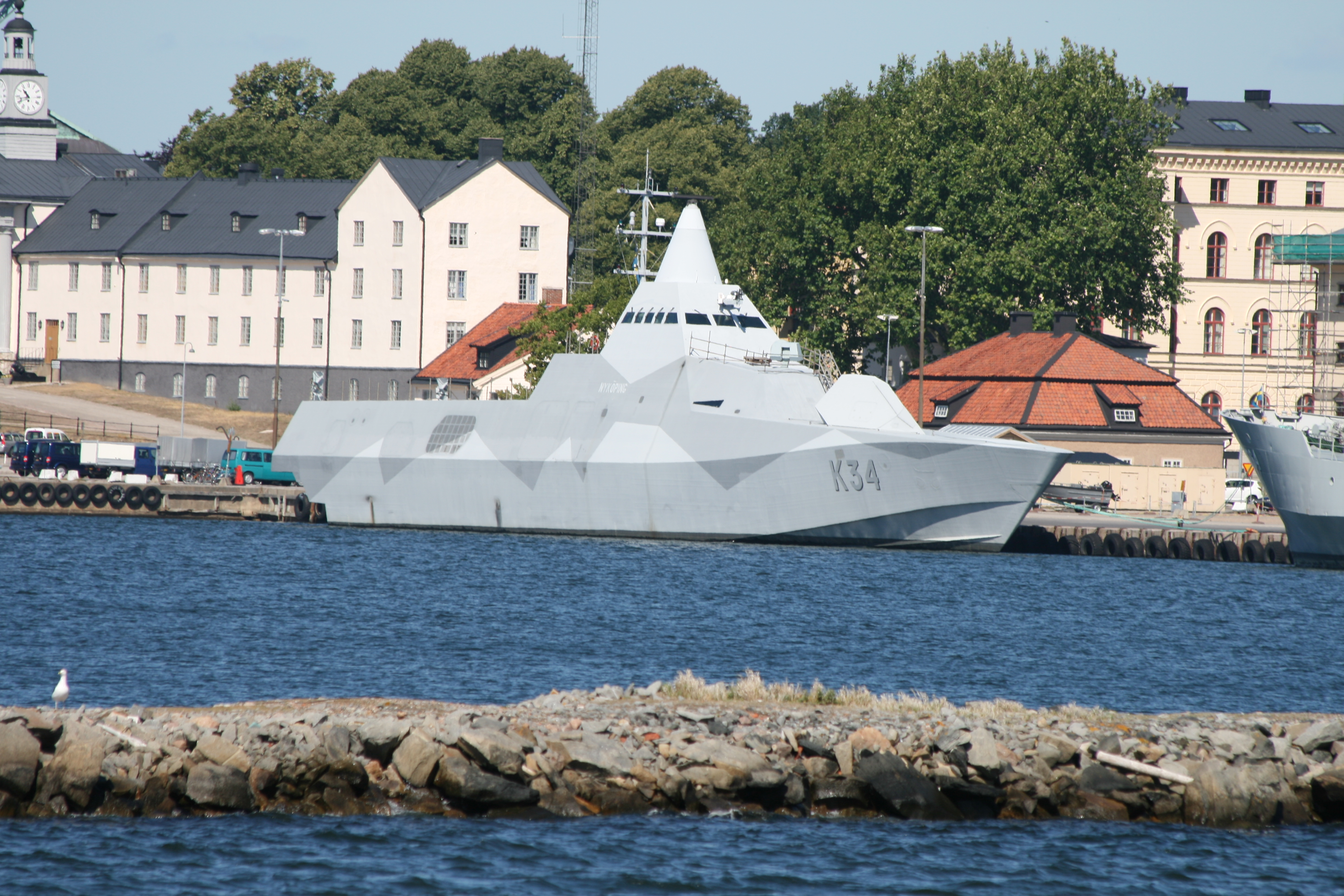
HMS Nyköping (K34) i Karlskrona örlogsbas sommaren 2008.
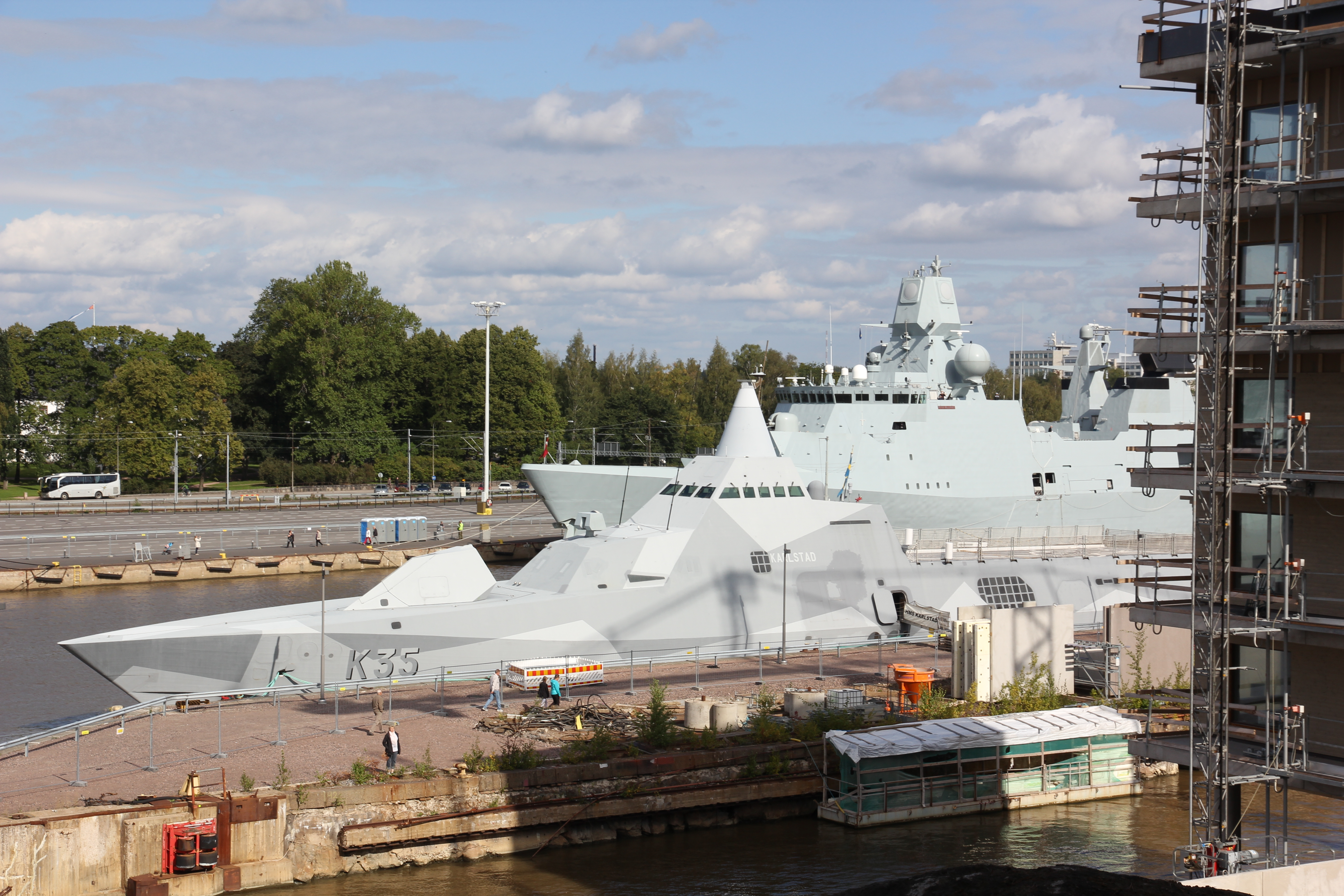
HMS Karlstad (K35) i Aura å i Åbo sommaren 2014.
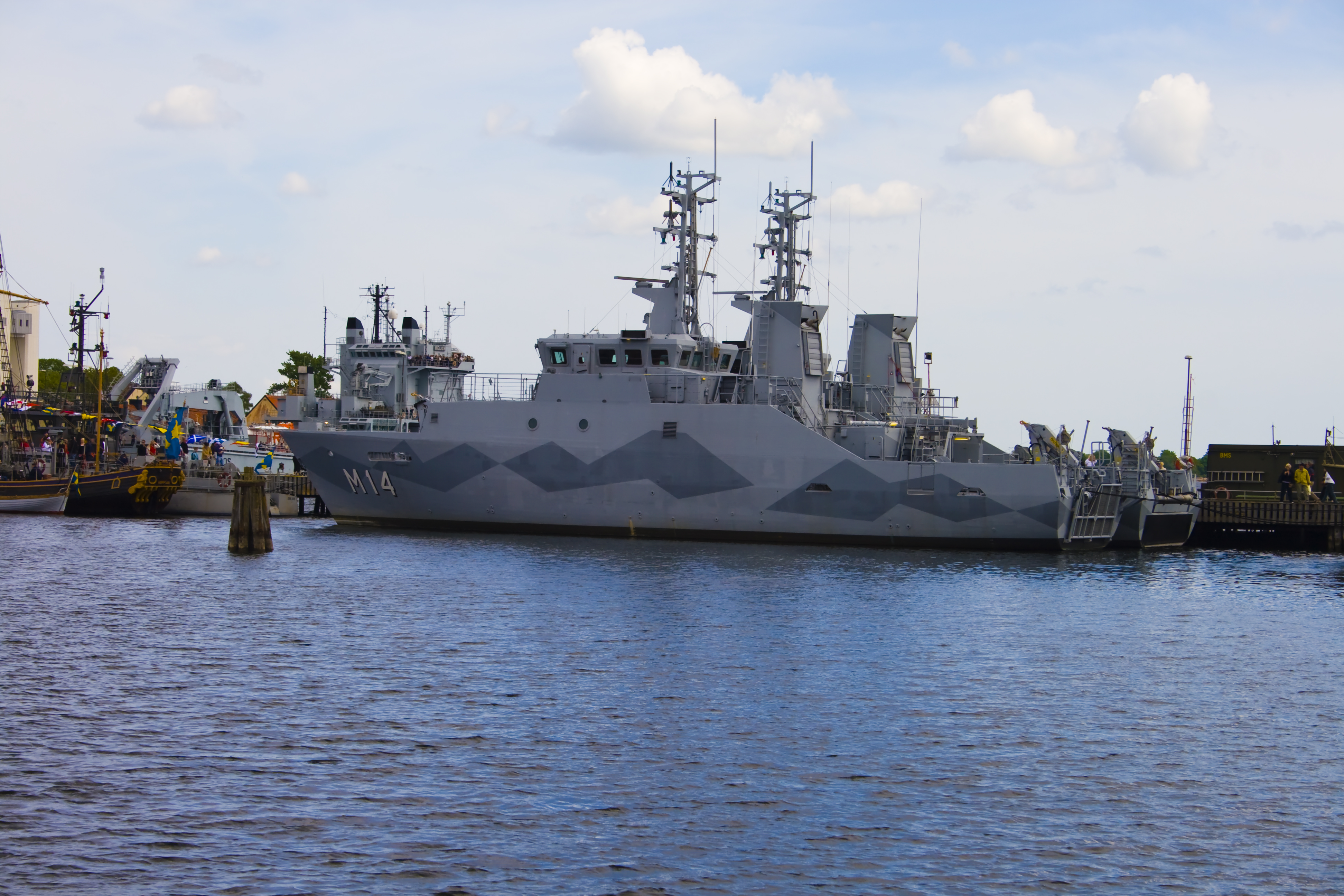
HMS Sturkö (M14) i Karlskrona örlogsbas våren 2008.
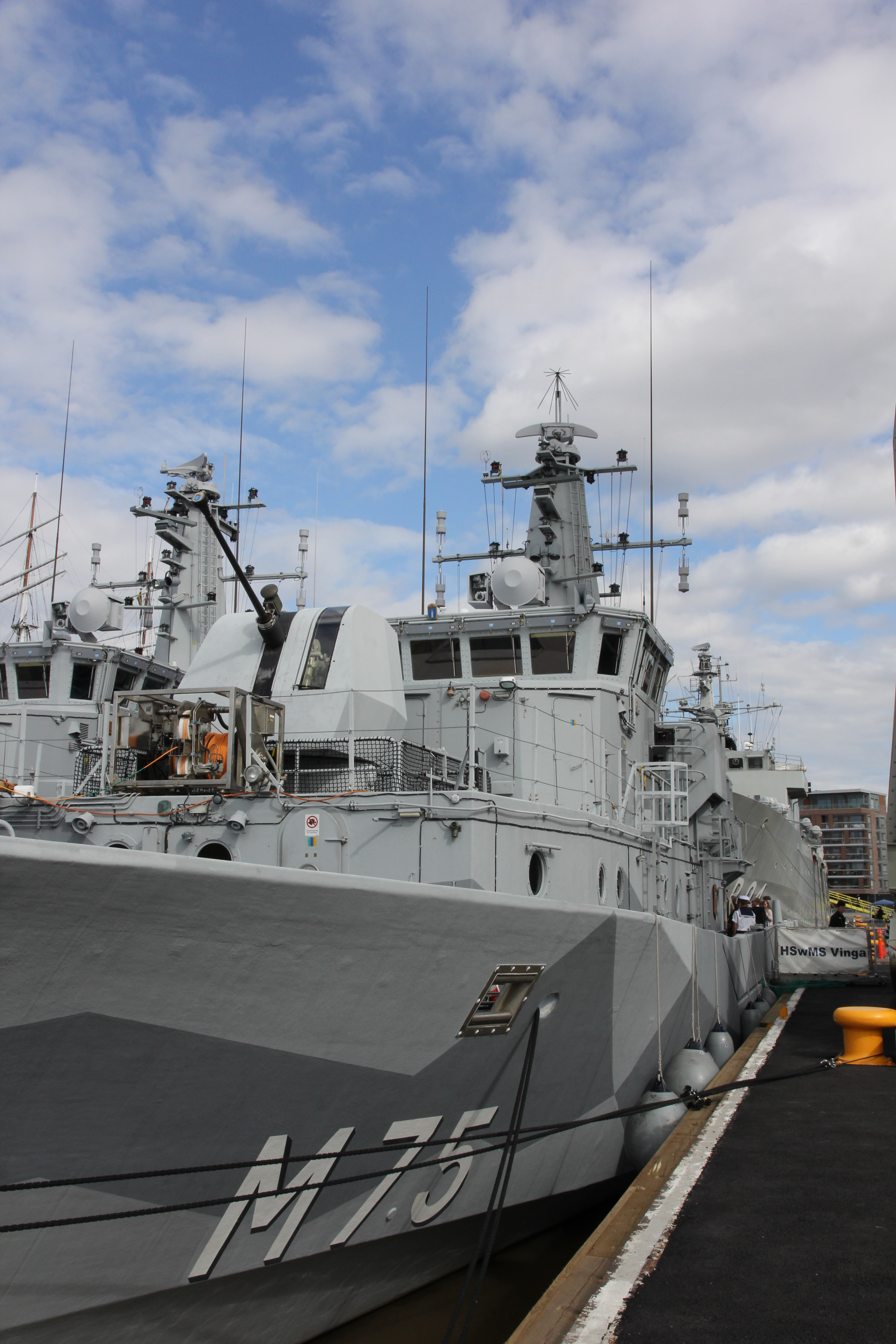
HMS Vinga (M75) i Aura å i Åbo sommaren 2014.
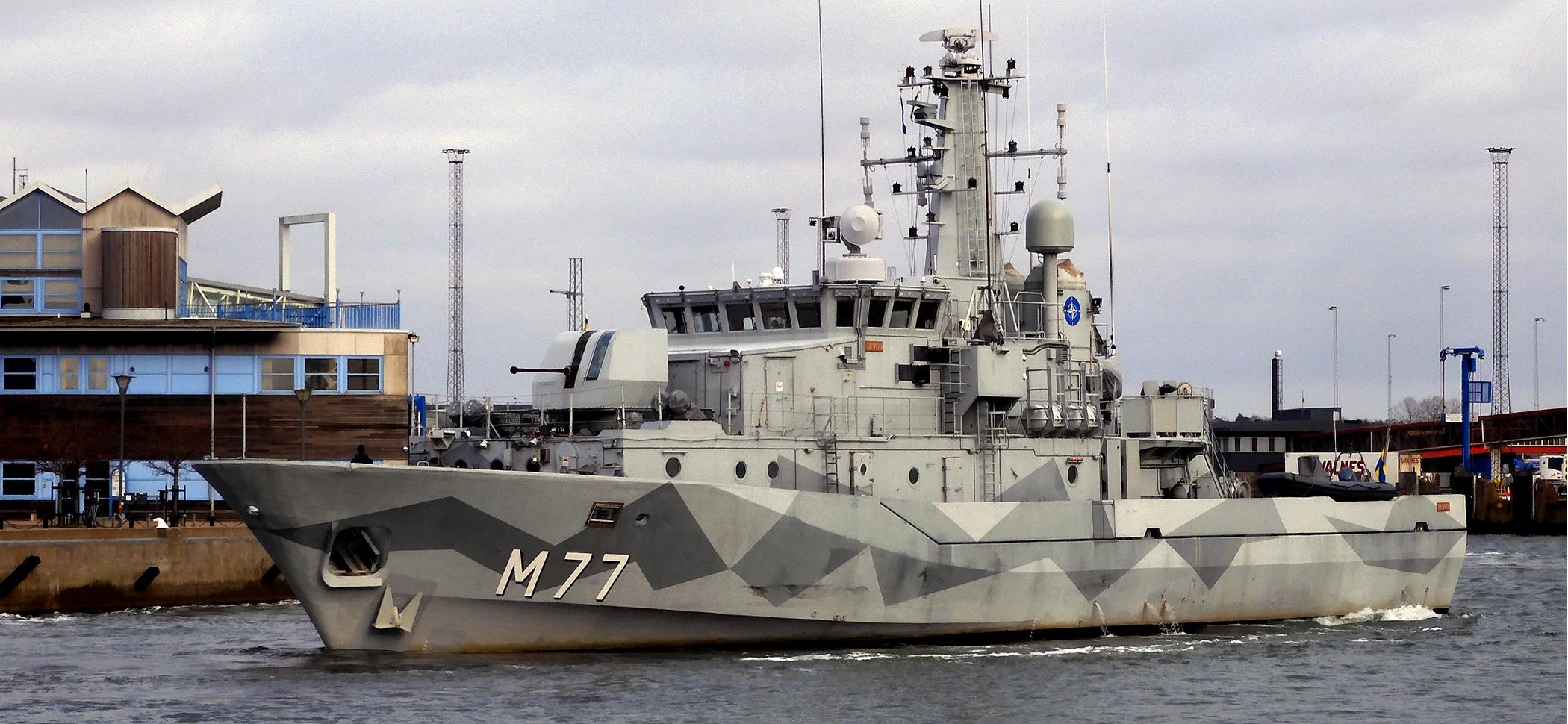
HMS Ulvön på besök i Ystad 3 mars 2025.
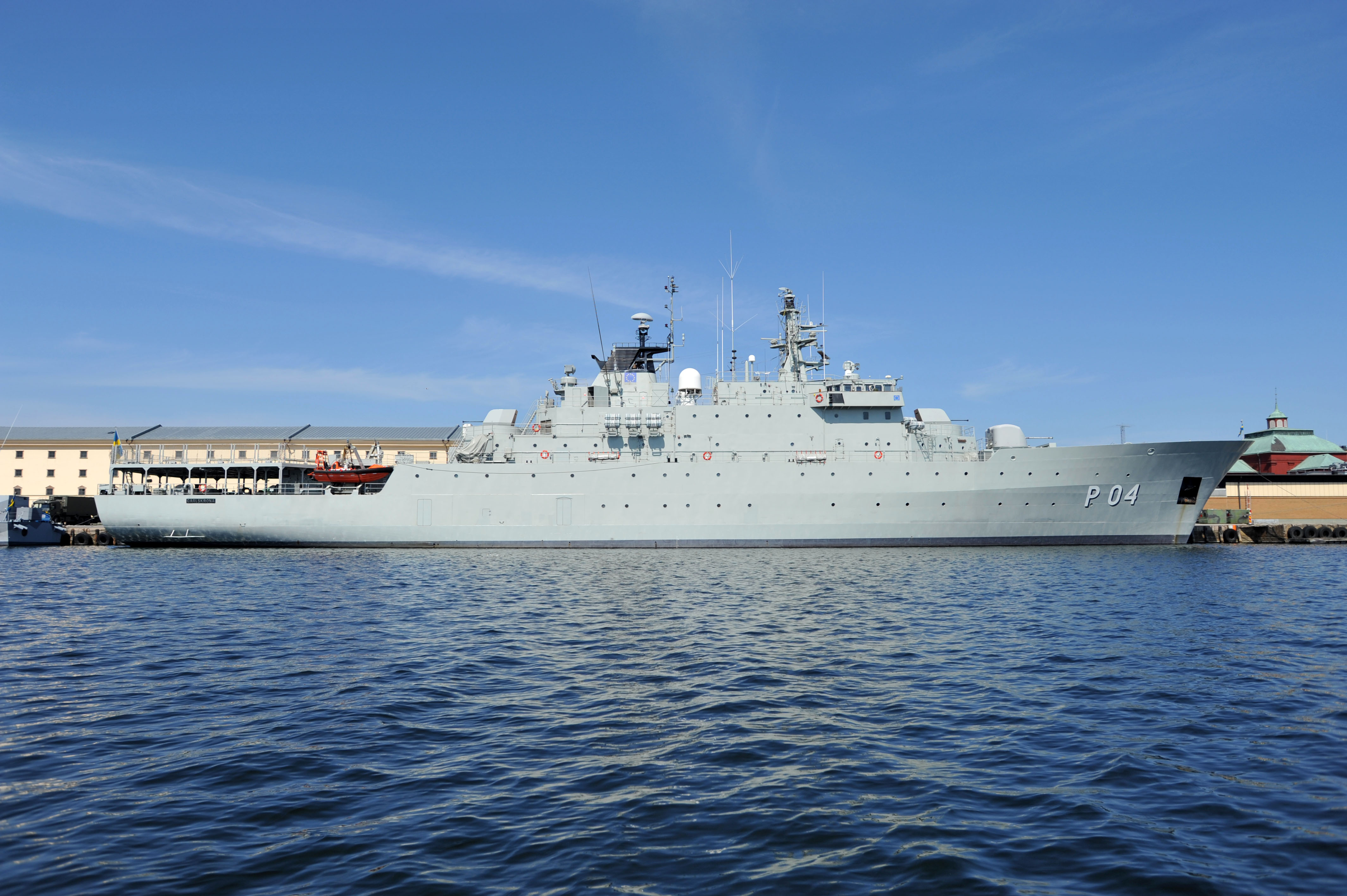
HMS Carlskrona (P04) i Karlskrona örlogsbas våren 2011.